# Lucius Cornelius Merula (i. e. 87)
Lucius Cornelius Merula magas rangú pap, flamen dialis (Jupiter papja, a rangban első áldozópap) volt, amikor az optimaták által menekülésre kényszerített és tisztségétől alkotmányellenesen megfosztott néppárti Cinna consul helyére az állam legfőbb magistratusává választották Kr. e. 87 folyamán. Tettei nem ismertek, de nyilván a konzervatívokkal szimpatizált.
Amikor Cinna és az afrikai száműzetésből hazatért Marius még Merula megválasztásának évében kiéheztette Róma városát, amely kapitulált, Merula önként lemondott, ennek ellenére bíróság elé idézték a hivatal jogtalan viseléséért. Halálos ítélettel számíthatott, így ő elébe vágott a pernek, és Jupiter capitoliumi templomában felvágta az ereit. Öngyilkossága előtt gondosan levette fejéről papi fejdíszét (apex). E tettét gondosan meg is örökítette utolsó üzenetében. Utolsó szavaival állítólag átkozta gyilkosait, Mariust és Cinnát. Halálát követően 72 éven át nem választottak flamen dialist Rómában.
| Elődei: Cnaeus Octavius és Lucius Cornelius Cinna | Consul i. e. 87 collega: Cnaeus Octavius | Utódai: Lucius Cornelius Cinna és Caius Marius |